# Aaeon
AAEON Technology ist ein Hersteller von Industrie-PC (IPC) und deren Baugruppen mit eigener Entwicklungsabteilung und Sitz in Taipeh, Taiwan und gehört seit 2011 zu Asustek.

## Geschichte und Entwicklung
AAEON Technology wurde im Jahr 1992 als Hersteller und Vertrieb von Single Board Computer gegründet. Zwei Jahre später, 1994, etablierte AAEON eine eigene Entwicklungsabteilung, um die Firmeneigenen Produktionslinien auf Compact Boards (besonders kleine Hauptplatinen), Half-Size-CPU-Karten und Full-Size-CPU-Karten umzustellen.
Im gleichen Jahr erreichte AAEON die ISO-9001-Zertifizierung und wurde zum spezialisierten OEM/ODM-Hersteller.
1999 war AAEON der erste taiwanische börsennotierte IPC-Hersteller. Im gleichen Jahr wurde die AAEON-Stiftung gegründet, um die technologische Ausbildung zu unterstützen.
Im Jahr 2000 übernahm AAEON die Astech Inc., einen führenden Hersteller für Panel-PC. Durch diese Übernahme vergrößerte AAEON sein Produktportfolio auf Industrial Work Stations, Panel-PCs und LC-Displays.
2011 wurde Aaeon von Asustek (Asus) übernommen und die Aktien von der Börse genommen.
2015 führte AAEON die Marke UP (UP – Bridge the Gap) ein, die Entwickler-Boards und Plattformen bereitstellt, um Entwickler bei der Beschleunigung der Projektentwicklung und -umsetzung in den Bereichen Embedded- und Edge-Computing zu unterstützen.

## Geschäftsfelder und Produkte

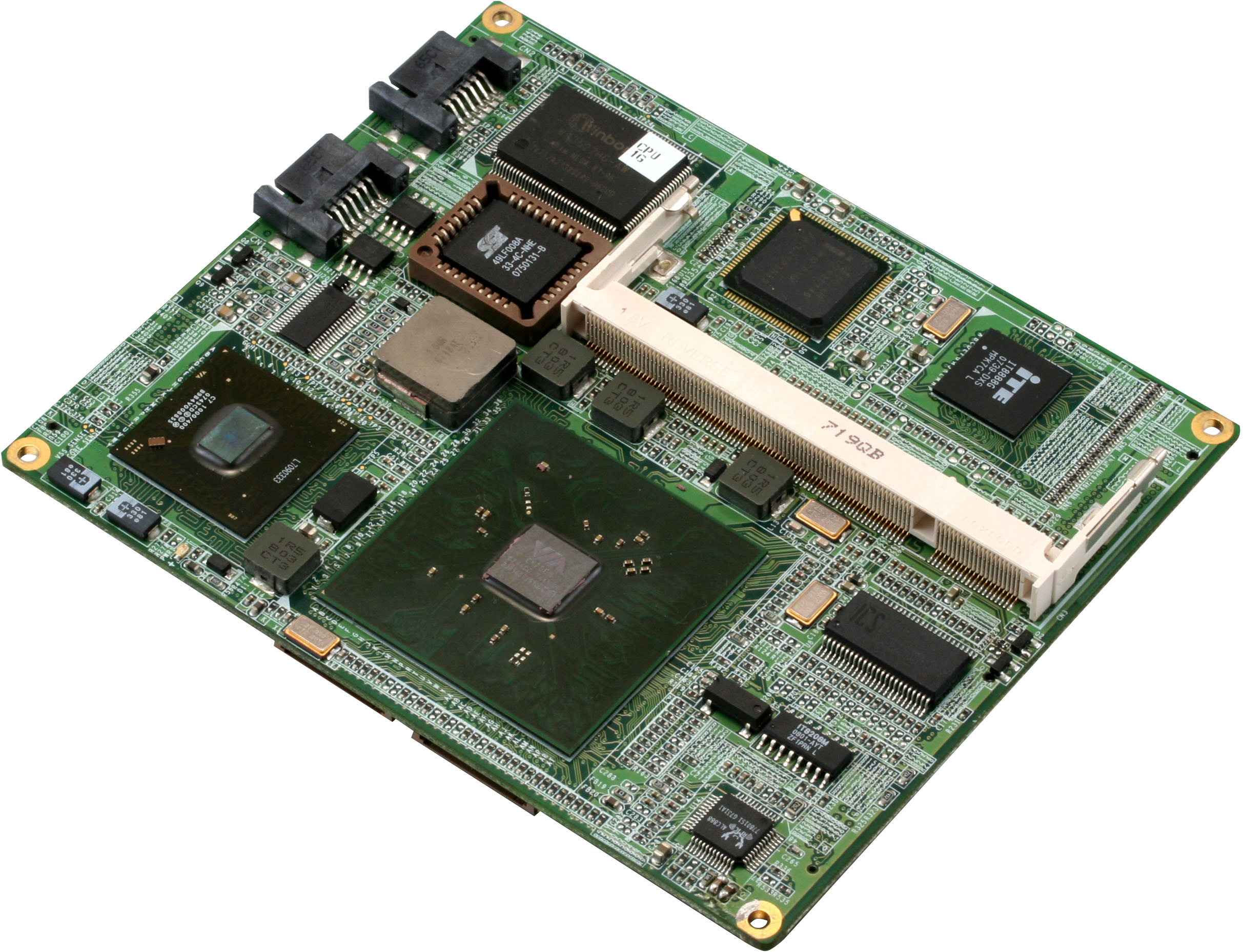
CX700M im ETX-Format von Aaeon

Anfangs noch auf einfache Single-Board Computer spezialisiert, hat sich AAEON auch in anderen IT-Bereichen etabliert.
So werden heute zusätzlich zu den ursprünglichen Produktlinien auch Box- und Panel PCs angeboten sowie Erweiterungen für alle bestehenden Systeme. Auch hat sich AAEON mittlerweile im medizinischen Sektor unter dem Namen AAEON Medical auf Lösungen zur Archivierung von Bildern, für Kommunikationssysteme, Radiologie, OP- und Intensiv-Pflege, Betreuung und Diagnose spezialisiert.